# Schmuck-Zwergohreule
Die Schmuck-Zwergohreule (Otus elegans), auch kurz Schmuckeule genannt, ist eine Eulenart aus der Gattung der Zwergohreulen. Sie ist auf einigen kleinen Inseln im östlichen Ostasien zu finden.

## Beschreibung
Die sehr kleine Eule wird etwa 20 Zentimeter lang und hat ein Gewicht von 100 bis 107 Gramm. Die graubraune Morphe ist oben gelblich bis graubraun mit dunklen Kritzeln und Schaftstrichen sowie einigen weißlichen Flecken. Mattgelbe bis weiße Schulterfedern bilden ein weißliches Schulterband. Auf der helleren Unterseite finden sich Grätenmuster und Schaftstriche. Die rote Morphe ist dunkler rotbraun. Die Augen sind gelb, der Schnabel ist dunkel hornfarben, die Federohren sind relativ lang. Die Beine sind bis zu den graubraunen Zehen befiedert, die Krallen schwärzlich hornfarben.

## Lebensweise
Sie bewohnt immergrüne Wälder, ursprünglich Primärwälder, heute aber auch bewirtschaftete Wälder, zuweilen gelangt sie in Siedlungen. Sie fängt hauptsächlich Insekten wie Käfer, Grillen und Heuschrecken, außerdem Spinnen und kleine Wirbeltiere. Der Ruf ist ein hustenartiges kju-guruk, das fünfzehn- bis dreißigmal pro Minute wiederholt wird.

## Verbreitung
O. e. elegans lebt auf den Ryūkyū-Inseln und Daitō-Inseln. Die Unterart O. e. botelensis auf der Insel Lanyu mit nur etwa 150 bis 200 Vögeln ist etwas heller und langflügeliger. Auf Batan, Calayan und vielleicht weiteren Inseln nördlich von Luzon kommt die dunkle und kurzflügelige Unterart O. e. calayensis vor, die möglicherweise nicht zu dieser Spezies gehört.